# ぴるぴる!
『ぴるぴる!』は、塚本ミエイによる日本の漫画作品。月刊4コマ漫画雑誌『もえよん』のち『コミックハイ!』（ともに双葉社）、さらに携帯電話向け有料配信コミック『ケータイまんがタウン ブルー』にて連載していたストーリー4コマギャグ漫画である。なお、携帯電話向けコンテンツにおいては、作品単独での配信も行っている。

## 概要
タイトルの由来は不明。
『もえよん』創刊号（2004年7月9日発売）の巻頭カラーを飾り、その後1年間に渡り同誌を支え続けた漫画の1つであるが、休刊前の第12号（2005年6月9日発売）では都合による休載、最終号（第13号）では「傑作選」と銘打ちながらもそれまでの掲載作品から抜粋再掲載されたものであったため、実際の連載歴は第11号までであった。『もえよん』の休刊後は同社の『コミックハイ!』にて2005年8月22日発売の9月号より連載を継続、同社の携帯電話向けオンライン漫画誌が創刊されるに伴い同誌連載を2006年11月号（2006年10月22日発売）にて終了、同年12月1日より携帯電話向け配信コミックとして連載を継続し、2007年4月1日配信分をもって完結した（全32話）。
2005年10月12日に双葉社「アクションコミックス」より『ふるーつメイド』と共に単行本第1巻が発売された。単行本1巻帯書きを、本作を絶賛しているという氷川へきるが担当した。なお、作品完結時点において『コミックハイ!』以降のストーリーは全て単行本未収録であるが、『ケータイまんがタウン』を取り扱う携帯電話向けオンライン書籍販売サイトにて単品作品として単行本収録分も含めた全話を配信している。
『もえよん』時代はシロタら前期生徒・綾花ら後期生徒ともに制服は「クリーム色のフリル襟に赤い蝶ネクタイ・茶色のワンピース」だったが、『コミックハイ!』移籍に伴って綾花らのみ「セーラー襟で裾だけ色違いの明るいワンピース・胸に蝶リボン」というデザインに変更されている。これは設定上「学校で新1年生から制服変更があった」ということらしく、シロタらの制服は以前のままである（本作には男子制服を着る主要人物が居らず、男子制服については不明）。

## あらすじ
ある高校に新しく赴任してきた「大盛たま」先生は、ちょっとネコっぽい不思議な先生。不思議な魅力に生徒も先生も、さらにはPTAのおばちゃんたちでさえも「かわいい」の声を惜しまないが、本人は子供扱いして欲しくない。そんなたま先生は、今日もやる気があるのか無いのかわからないマイペースで教壇に立っている。
この物語は、ネコっぽい不思議なたま先生と、彼女の生徒たちや同僚の先生たちとを描く、ほんわか系ギャグ4コマ漫画である。

## 登場人物
大盛 たま（おおもり たま）
ネコっぽい教師。肩までの茶髪、猫耳と長い尻尾が生えている。2頭身半。本人いわく「オトナ」で「ネコではない」が、どこから見ても仔ネコっぽい。好物は仔猫用マグロ缶詰で、本来は猫には害となるタマネギも食べられる。苦手なものは掃除機と柑橘類で、カーペット掃除用粘着ローラーで抜け毛掃除をされるのも大の苦手である。何かにつけて腰をくねらせて踊る。ときにはそれに合わせて歌も歌ったりする。春先は抜け毛がひどく、またひどい花粉症に悩まされる。驚いたり怖かったりすると爪を立てた腕をまっすぐ相手に伸ばして威嚇するが、それによって自分も怖い思いをする。何故か自宅がライブカメラでWeb中継されている（大学院時代の研究の卒論で、当時教授から自身を題材にするよう命じられた為で、本人は忘れているが後輩達の手で現在も続行中）。いつもマイペースで、テスト中に眠ってしまったり、寝坊して遅刻することもよくある。隠れて近所の猫の世話をしており、そのためか猫に好かれる。学生時代には猫扱いされることにグレて手のつけられないワルだった過去を持ち、その当時の回想では何故か8頭身であるが、事実は現在と変わらない頭身であったらしい。必殺技は手で相手の額を思い切り叩いて肉球の痕をつける「勇気のしるし」で、最初は弱気な生徒を励ますなどに使っていたが、後にいわゆる「ツッコミ」的意味合いや生徒を叱り付けるときなどに使われる様になった。

シロタ 美月（シロタ みつき）
『もえよん』掲載時前半のたま先生担任クラスの生徒。セミロングの紫色の髪が特徴。実家は「シロタ・グループ」と称する富豪で、本人は意識していない様だが、「金」の香りを周囲に放っている。何か問題があると、金の力で解決しようとする。ただし、全く悪意は無く、「お嬢様」的態度でもない。竜崎の妄想を見抜くことが出来る。実は巨乳らしい。進級後は風紀委員をしているらしい。連載当初より柱紹介に「シロタ」として登場、単行本1巻の描き下ろしによってフルネームが判明した。
竜崎 なつみ（りゅうざき なつみ）
『もえよん』掲載時前半のたま先生担任クラスの生徒でシロタの友達。横に細長い縁の眼鏡をかけ、金髪ロングヘアが特徴。当初はたま先生を意のままに操ろうと陰謀を巡らせるキャラだったが、後にシロタについて金権ハードボイルド的な妄想をする様になり、さらに妄想癖が強くなっている模様。連載開始当初は苗字すら無く柱紹介では「メガネ」と名付けられていたが、実際にその名前で呼ばれたことは無い。後に「竜崎」という苗字だけが紹介され、単行本1巻の描き下ろしによってようやくフルネームが判明した。
竜崎 綾花（りゅうざき あやか）
『もえよん』掲載時後半からのたま先生担任クラスの生徒で、竜崎なつみの妹。長いツインテールの髪が特徴。せっかちで男っぽい。入学後すぐに小鳥と友達になった。『コミックハイ!』移籍後、ヒトミと共に自ら進んで委員長を務めることになり、委員長「A」と呼ばれる。たま先生の「猫の本能」をくすぐって遊ぶのが好き。
熊田 小鳥（くまだ ことり）
『もえよん』掲載時後半からのたま先生担任クラスの生徒で、綾花の友達。黒髪ショートヘアの男の子。泣き虫。女モノの服が好きで女子制服やスクール水着・ブルマなどを着用する女装癖があり、親が心配している。ただし、どんな服装であっても下半身の下着は男モノを着用し、これをからかわれる形で綾花に度々スカートめくりのセクハラをされている。遊園地の「ふたりでピュアピュア」ショーで美少女キャラの着ぐるみを着て登場する劇団のエースらしい。商店街のミスコンでは男子であるにも関わらず3位に輝いた。
源 ヒトミ（みなもと ヒトミ）
シロタ率いるシロタ・グループ傘下の「ミナモト財閥」の後継者で、三つ編みの髪が特徴。綾花・小鳥らのクラスメイトとして『コミックハイ!』移籍後に登場した。シロタを「お姉様」と呼び、シロタの奨めによりお嬢様学校ではなくシロタと同じ普通の高校に入学した。態度はシロタよりも「お嬢様」的である。極度の猫恐怖症らしい。たま先生のクラスでは、隣の席に座っていた綾花と共に委員長を務め、何故か委員長「F」と呼ばれる。ことあるごとに綾花と張り合っている。
深砂先生（みさ）
学校の保健医。長い髪を後頭部で縛っていて、丸眼鏡をかけている。たま先生が風邪を引いたり花粉症で悩んだ折に親身になって対応していたほか、クリスマスやバレンタインといったイベントでも一緒に居た。登場人物中、ただ一人彼氏持ちらしい。風紀委員の顧問でもある様である。
涼音先生（すずね）
たま先生の同僚で、担当教科は音楽。ショートカットで釣り目が特徴。気のいい先生だが天然ボケで、テスト問題の漢字が読めなかったりDNAを「大豆イソフラボン」と言ってみたりする。酒乱でもある。職員室で居眠りをしていることも多い。彼氏大募集中らしい。
石田先生（いしだ）
たま先生の同僚で、担当教科は体育。シロタが小さい頃に遊んでもらっていた人で、「シロタのお嬢さん」「石田のお兄様」と呼び合う仲である。女子制服を着た小鳥を「かわいい」と発言したことからショタ疑惑を持たれてしまう。
恩師
たま先生が学生時代、一時期だけお世話になった先生である。当時グレていたたまをまともな道へと導いた人物で、現在は既に老婆であるが、後にたま先生を商店街のミスコンに誘ったりしている。

## 補足
- 本作の登場人物は、主人公のたま先生を除いて、それほど個性が強くない。
- 本作における面白さはキャラクター個々の個性によるものではなく、たま先生の個性と彼女に振り回される生徒と先生の姿や、そこはかとなく流れる「ほんわかとした温かさ」にある。

## 書誌情報

### 掲載誌
- もえよん 2004年8月号 - 2005年6月号（以降2ヶ月休載の後、休刊により連載終了）
- コミックハイ! 2005年9月号 - 2006年11月号
- ケータイまんがタウンブルー 2006年12月1日配信・第1号 - 2007年4月1日配信・第5号

### 単行本
双葉社より「アクションコミックス もえよん」として刊行されている。
1. 2005年10月12日発売 11月12日初版発行、ISBN 4-575-93976-5
2. 2007年8月11日発売 9月11日初版発行、ISBN 978-4-575-94123-4